# Nils Sinschek
Nils Sinschek, né le 24 juin 1998 à Maastricht, est un coureur cycliste néerlandais.

## Biographie
Il court actuellement pour l'équipe néerlandaise Parkhotel Valkenburg. 
En juillet 2023, il s'impose sur une étape du Tour du lac Qinghai,. 

## Palmarès et résultats

### Palmarès par année
- 2019
  - 3e du championnat des Pays-Bas du contre-la-montre espoirs

- 2023
  - 2e étape du Tour du lac Qinghai
- 2024
  - Ronde van Ossendrecht

### Classements mondiaux
| Année                                 | 2018  | 2019  | 2020  | 2021  | 2022  | 2023  | 2024  |
| ------------------------------------- | ----- | ----- | ----- | ----- | ----- | ----- | ----- |
| Classement mondial                    | 2112e | 1895e | 1407e | 2718e | 2511e | 1075e | 2833e |
| UCI Europe Tour                       | 1409e | 1247e | 1057e | 1774e | 1535e | nc    | nc    |
|                                       |       |       |       |       |       |       |       |
| Légende : nc = non classéSource : UCI |       |       |       |       |       |       |       |